# Jay Weston
Jay Weston (* 9. März 1929 in Brooklyn, New York City; † 28. Februar 2023 in Woodland Hills) war ein US-amerikanischer Filmproduzent, der Co-Produzent der Filmbiografie Lady Sings the Blues (1972) war.

## Leben und Wirken
Weston besuchte die New York University, bevor er 1952 nach Korea eingezogen wurde, wo er während seiner Dienstzeit im Koreakrieg eine preisgekrönte Zeitung namens The Hialean gründete. Nach seiner Entlassung aus dem Militärdienst gründete er in New York eine Agentur, die aufstrebende Stars wie Paul Anka vertrat. Außerdem arbeitete er ein Jahrzehnt lang als PR-Berater bei Cinerama Inc., bevor er 1967 als Leiter von Palomar Pictures, der Spielfilmabteilung der American Broadcasting Company, eingestellt wurde. Im folgenden Jahr produzierte Weston das Broadway-Stück „Does a Tiger Wear a Necktie?“, das die Karriere von Al Pacino ankurbelte. 1981 richtete Weston einen monatlichen Newsletter ein, in dem er verschiedene Restaurants in New York besprach. Er veröffentlichte bis 2022 weiterhin Rezensionen.
Westons Karriere als Filmproduzent begann mit dem Spielfilm Liebling (1968, Originaltitel: For Love of Ivy) unter der Regie von Daniel Mann, in dem Oscar-Preisträger Sidney Poitier die Hauptrolle spielte. Bereits in den 1950er-Jahren hatte Weston die Sängerin Billie Holiday zum ersten Mal beim Newport Jazz Festival getroffen – eine zufällige Begegnung, die schließlich dazu führte, dass Weston 1972 ein Biopic über sie mit Diana Ross in der Hauptrolle produzierte. Lady Sings the Blues markierte Ross’ Spielfilmdebüt und wurde mit fünf Oscar-Nominierungen ausgezeichnet, darunter in der Kategorie Beste Hauptdarstellerin für Ross und Originaldrehbuch. In den folgenden Jahren fungierte Weston als Produzent für Filme wie W.C. Fields and Me (1976) von Arthur Hiller, Countdown in Manhattan (1980), Underground Aces (Die Maulwürfe von Beverly Hills, 1981) von Dirk Benedict und Chu Chu and the Philly Flash (Crazy Street Life, 1981) von David Lowell Rich. Der von Weston co-produzierte Film Buddy Buddy aus dem Jahr 1973 ging als letzter Spielfilm des Regisseurs Billy Wilder in die Filmgeschichte ein. Mit dem Fernsehfilm Invisible Child (1999) unter der Regie von Joan Micklin Silver beendete er seine Karriere. Weston starb Ende Februar 2023 im Alter von 93 Jahren im Motion Picture Home in Woodland Hills.

## Filmografie (Auswahl)
- 1968: Liebling (For Love of Ivy)
- 1972: Lady Sings the Blues
- 1976: W.C. Fields and Me
- 1980: Countdown in Manhattan (Night of the Juggler)
- 1981: Die Maulwürfe von Beverly Hills (Underground Aces)
- 1981: Crazy Street Life (Chu Chu and the Philly Flash)
- 1981: Buddy Buddy
- 1987: Laguna brennt (Laguna Heat) (Fernsehfilm)
- 1990: Atemloser Sommer (Side Out)
- 1999: Invisible Child (Fernsehfilm)